# همخونه
«همخونه» نام یک ترانهٔ پاپ دوصدایی با خوانندگی هایده و ویگن است که در سال ۱۹۸۲ به تهیه‌کنندگی کمپانی پارس ویدئو در لس‌آنجلس ضبط شد.
موسیقی و تنظیم این ترانه از آندرانیک آساطوریان و شعر آن از اردلان سرفراز است.

## مضمون
شعر ترانه از غم ایرانیانی که در پی انقلاب و جنگ راهی تبعید شده‌اند و همچنین ایرانیانی که در داخل ایران با زندگی تلخی روبرو شده‌اند حکایت می‌کند.
«همخونه» تنها ترانه‌ای است که اختصاصاً برای اجرای دوصدایی هایده و ویگن ساخته شده و همچنین از نخستین ترانه‌های اجرا شده توسط این دو خواننده پس از انقلاب است.

## نماهنگ
نماهنگ (موزیک‌ویدئوی) ترانهٔ «همخونه» به کارگردانی کورش بی‌بی‌یان در تلویزیون جام‌جم ضبط و منتشر شده‌است. در زمینهٔ ویدئو، نقشهٔ ایران همراه با تصاویری از انقلاب و جنگ نشان داده می‌شود.

## آلبوم
«همخونه» همچنین نام یک سی دی از ترانه‌های هایده و ویگن است که اواخر دهه ۱۹۹۰ توسط کمپانی پارس ویدئو در آمریکا منتشر شد. دو ترانه از هایده («وای به حالش» و «اسیر تو») و نیز دو ترانه از ویگن و ترانه «همخونه» در این سی دی گنجانده شده‌است. موسیقی ترانه‌های آلبوم، ساخته فرید زلاند و آندرانیک است.